# Berkelij
Berkelij je kemijski element atomskog (rednog) broja 97 i atomske mase 247. U periodnom sustavu elemenata predstavlja ga simbol Bk.
Ime je dobio po gradu Berkeleyju u Kaliforniji, gdje se nalazi laboratorij za radijaciju Berkeleyjevskoga sveučilišta – Nacionalni laboratorij Lawrencea Berkeleyja, gdje je element otkriven u prosincu 1949. godine. U hrvatskomu standardnom jeziku opstoji i naziv berklij.